# Clayton (Georgia)
Clayton è una città degli Stati Uniti d'America, situata in Georgia, nella Contea di Rabun, della quale è il capoluogo.